# Bawtry
Bawtry ist eine Stadt und eine Verwaltungseinheit im District Doncaster in der Grafschaft South Yorkshire, England. Bawtry ist 30,3 km von Sheffield entfernt. Im Jahr 2001 hatte sie 3775 Einwohner.